# Planetary Grand Tour

Die Trajektorie, die der NASA-Sonde Voyager 2 eine Tour zu den vier Gasriesen und die Fluchtgeschwindigkeit aus dem Sonnensystem ermöglichte

Die Planetary Grand Tour (deutsch große planetare Reise) war ein ehrgeiziger Plan der NASA, unbemannte Raumsonden zu den Planeten des äußeren Sonnensystems zu schicken. Konzipiert wurde die „Grand Tour“ von Gary Flandro am Jet Propulsion Laboratory in den späten 1960er-Jahren auf den mathematischen Grundlagen von Michael Minovitch. Sie sollte die günstige Ausrichtung der Planeten Jupiter, Saturn, Uranus, Neptun  sowie des Zwergplaneten Pluto ausnutzen, die es in den späten 1970er-Jahren gab und die in den folgenden 176 Jahren nicht wiederkehren wird. Eine zum Jupiter geschickte Raumsonde kann dabei die Gravitation dieses Planeten für ein Slingshot-Manöver nutzen, dabei die Geschwindigkeit erhöhen und die Flugbahn zu den weiter außen liegenden Planeten des Sonnensystems günstig beeinflussen und erweitern.
Das ursprünglich vorgeschlagene Missionsdesign sah vier Raumsonden vor. Die ersten beiden sollten 1976 und 1977 starten und an Jupiter, Saturn und Pluto vorbeifliegen. Die anderen beiden sollten 1979 folgen und Jupiter, Uranus und Neptun passieren. Die Sonden sollten mit mehrfach redundanten Systemen ausgestattet werden, um die Zuverlässigkeit während der ganzen Missionsdauer von 12 Jahren und insbesondere während des Fluges durch den Asteroidengürtel zu gewährleisten.
Kürzungen am Haushalt der NASA 1972 hätten die „Grand Tour“-Missionen und auch die später vorgeschlagenen „Mini Grand Tour“-Missionen beinahe verhindert. Allerdings wurden viele Elemente der Grand Tour in das Voyager-Programm integriert. Die beiden 1977 gestarteten Voyager-Raumsonden waren ursprünglich nur für einen Vorbeiflug an Jupiter und Saturn vorgesehen. Die Voyager-2-Mission nutzte dann aber doch die seltene Konstellation der äußeren Planeten für den Vorbeiflug an Uranus und Neptun und wird nun nachträglich als „Grand Tour“ bezeichnet.
Zu Pluto wurde mit New Horizons schließlich eine eigene Mission durchgeführt, die 2006 startete, 2007 ein Swing-by an Jupiter durchführte und 2015 ihr Ziel erreichte. 2019 wurde noch der Kuipergürtelasteroid (486958) Arrokoth besucht.